# Державний геологічний інститут
52°12′34″ пн. ш. 21°00′47″ сх. д. / 52.209564° пн. ш. 21.012917° сх. д.Державний геологічний інститут (польськ. Państwowy Instytut Geologiczny), повна назва Державний геологічний інститут — Державний дослідницький інститут (польськ. Państwowy Instytut Geologiczny — Państwowy Instytut Badawczy) — польський державний науково-дослідний інститут, що розташовується в Варшаві у тому числі для подальшого застосування в національній економіці або складання геологічних карт. З моменту свого утворення в 1919 інститут виконував функції Державної геологічної та Державної гідрогеологічної служб. За профілем досліджень схожий з Геологічною службою США.

## Діяльність
Крім наукових досліджень, Інститут займається популяризаторською, музейною та видавничою роботою. Зокрема, він видає серію геологічних журналів (у тому числі спільно зі словацькими установами випускає міжнародні Geological Quarterly та Geologia Carpathica) та редагує найбільший національний геологічний журнал Przegląd Geologiczny, публікований Міністерством навколишнього середовища Польщі, а також підтримує один із найбільших геологічних музеїв Варшава, вулиця Раковецька, будинок 4). Регіональні відділення інституту є у Кракові, Сосновці, Кельці, Вроцлаві, Щецині та Гданську, а в Любліні та Познані діють незалежні лабораторії.
Одним із головних завдань Державного геологічного інституту є розробка геологічних карт. Серед розроблених інститутом карток виділяються Детальна геологічна карта Судетів (1:25 000), Детальна геологічна карта Польщі (1:50 000), Геологічна карта Польщі (1:200 000), Гідрогеологічна карта Польщі (1:50 000 та 1:200 00)) та Геолого-економічна (Геоекологічна) карта Польщі (1:50 000). Крім цього, інститут займається збиранням документів та інформації про геологічні дослідження, що зберігаються в Центральному (Національному) геологічному архіві, філії якого розташовуються при кожному регіональному відділенні. Щорічно інститут публікує інформацію про запаси корисних копалин у Польщі.

## Інтернет-ресурси
- Oni tworzyli Państwowy Instytut Geologiczny; album

1. ↑  https://www.lobbyfacts.eu/datacard/państwowy-instytut-geologiczny---państwowy-instytut-badawczy?rid=174106641823-24